# بشت بام (مقاطعة تشرام)
بشت بام (بالفارسية: پشت بام) هي قرية تقع في قسم سرفارياب الريفي (مقاطعة تشرام) في إيران. يقدر عدد سكانها بـ 28 نسمة بحسب إحصاء 2016.